# Eugeniusz Galicki
Eugeniusz Galicki ps. „Kmicic” (ur. 7 listopada 1916 w Warszawie) – porucznik Armii Krajowej.

## Życiorys
Syn Mariana i Marii. Po wybuchu II wojny światowej i nastaniu okupacji niemieckiej zaangażował się w działalność konspiracyjną. Tożsamość Eugeniusza Galickiego pojawiła się w niemieckim obwieszczeniu jako osoba skazana na śmierć spośród więźniów Pawiaka. Służył w Korpusie Bezpieczeństwa. Posiadał stopień porucznika, funkcjonował pod pseudonimem „Kmicic”. Brał udział w powstaniu warszawskim 1944.
Eugeniusz Galicki sprawował stanowisko dyrektora Warszawskich Zakładach Garbarskich; w 1960 został oskarżony w procesie o nadużycia i kradzież w tej fabryce.

## Odznaczenia
- Krzyż Srebrny Orderu Virtuti Militari (1946)[3]